# Piéride du chou
Pieris brassicae
Espèce
Statut de conservation UICN

 LC : Préoccupation mineure
La Piéride du chou (Pieris brassicae) est une espèce paléarctique de lépidoptères (papillons) de la famille des Pieridae. Elle est notamment très répandue en Europe.

## Description

### Papillon
L'imago de la Piéride du chou est un papillon blanc, dont la longueur de l'aile antérieure varie de 28 à 33 mm, c'est-à-dire une taille plus importante que les autres espèces ressemblantes du genre Pieris.
Le dessus des ailes a un fond blanc, avec à l'aile antérieure une grande tache apicale noire en forme de faux, qui permet de reconnaître l'espèce. 
Le dimorphisme sexuel se manifeste par la présence de trois autres taches noires sur les ailes antérieures des femelles (une strie sur le bord interne et deux points postdiscaux), taches dont les mâles sont dépourvus.
Au revers de l'aile antérieure, l'apex est jaunâtre et les deux points postdiscaux sont présents chez les deux sexes. 
L'aile postérieure a le revers jaunâtre, et une tache costale noire sur ses deux faces.

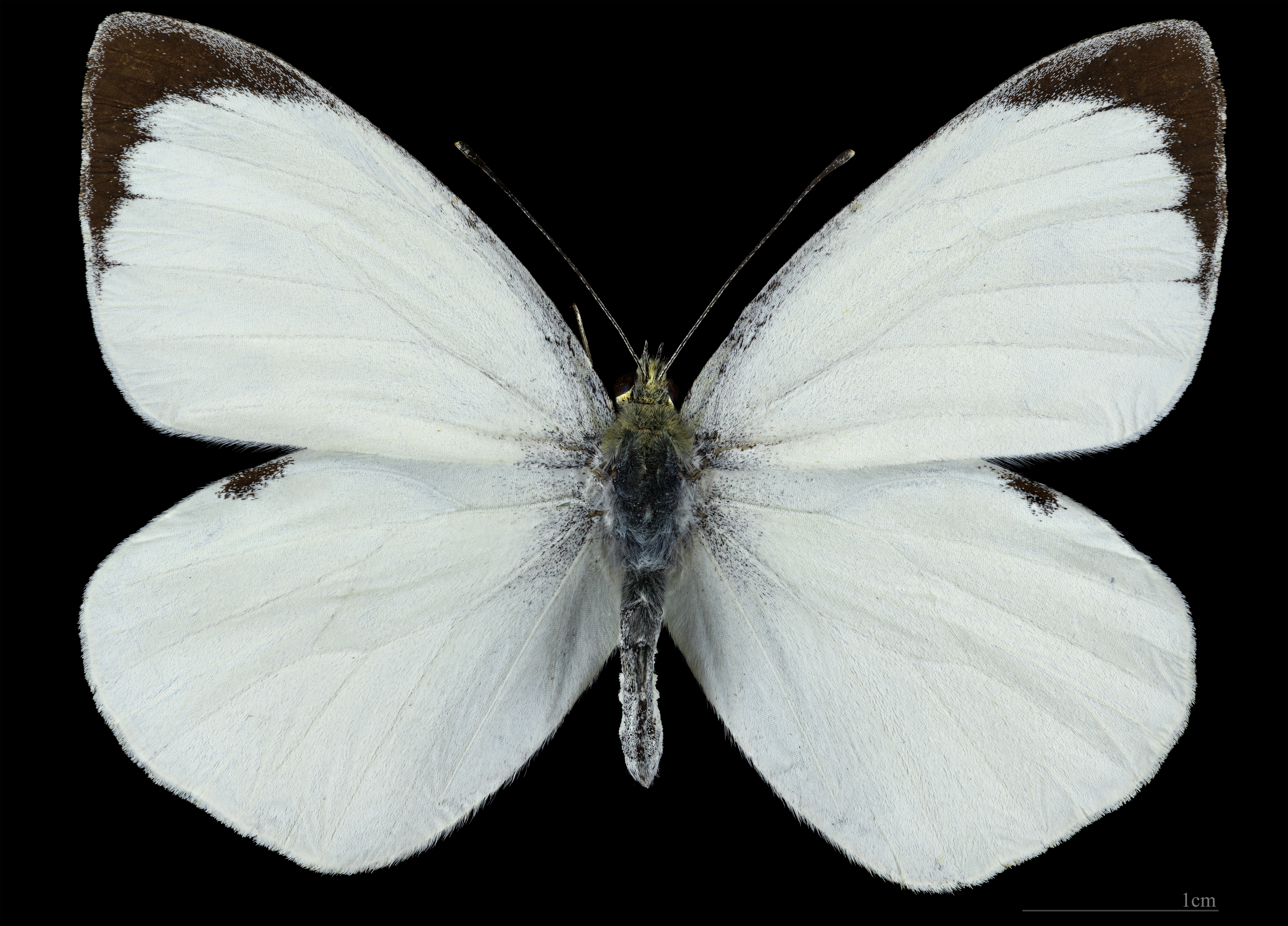
Pieris brassicae ♂
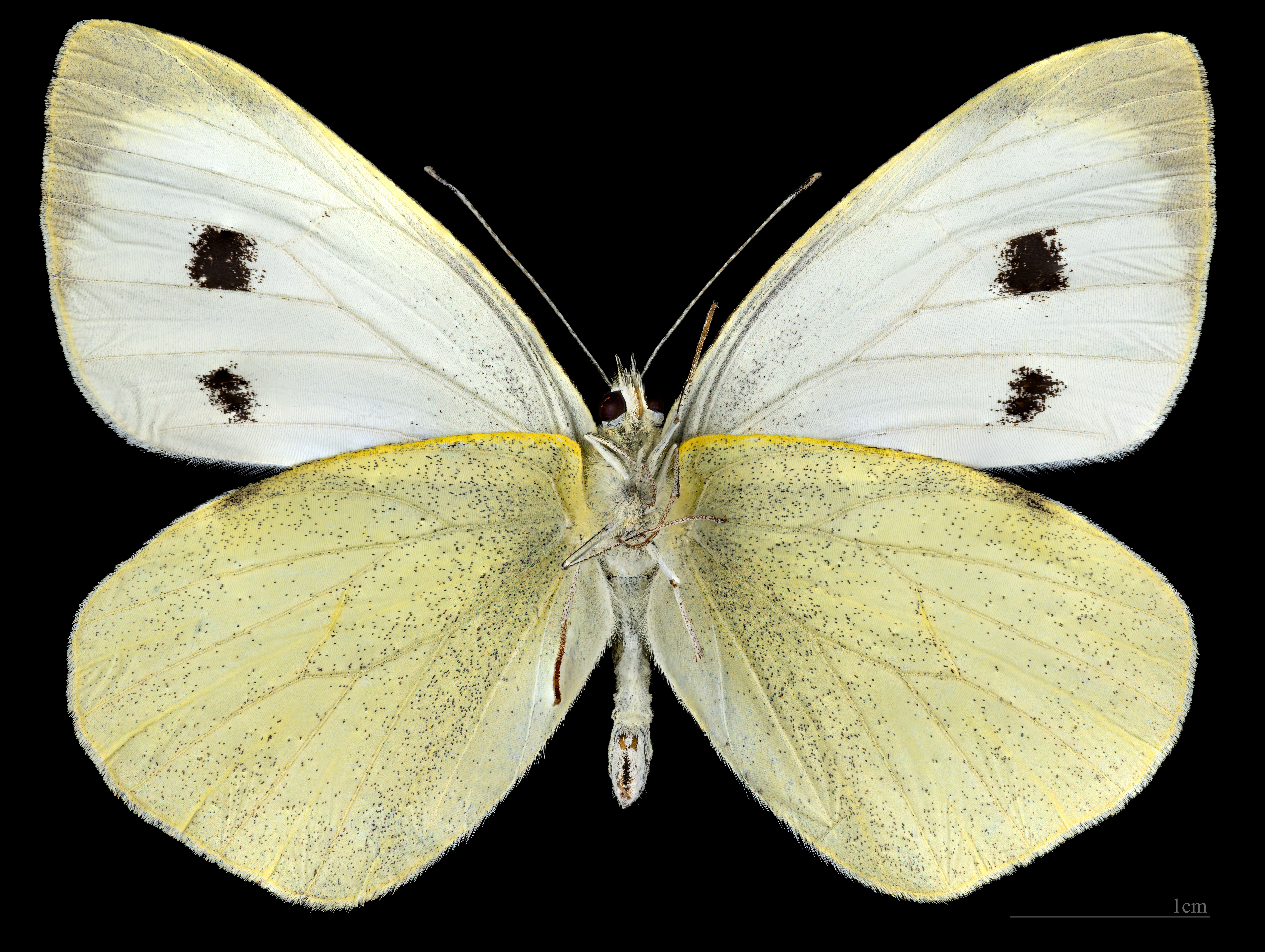
Pieris brassicae ♂  △
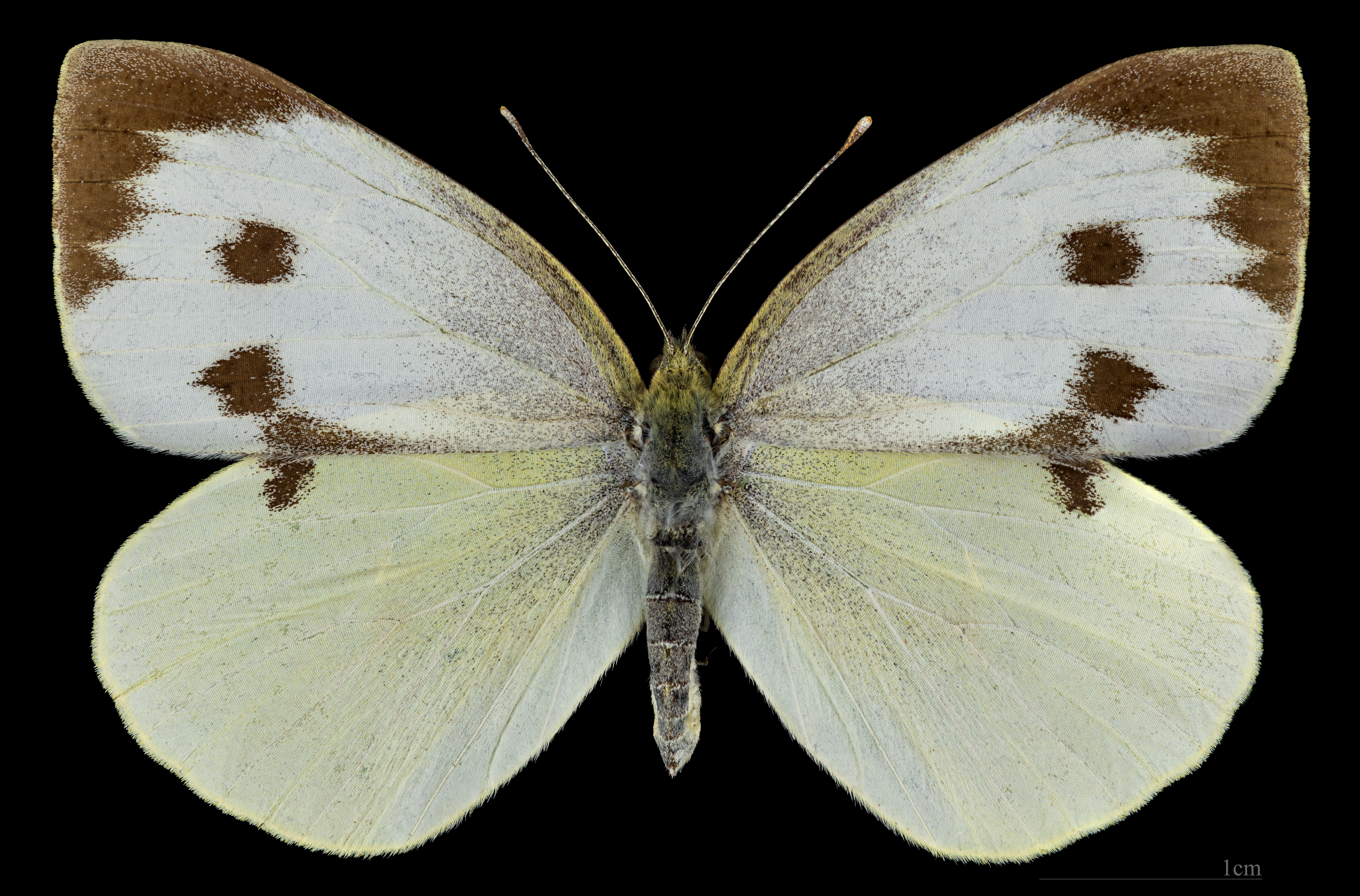
Pieris brassicae ♀
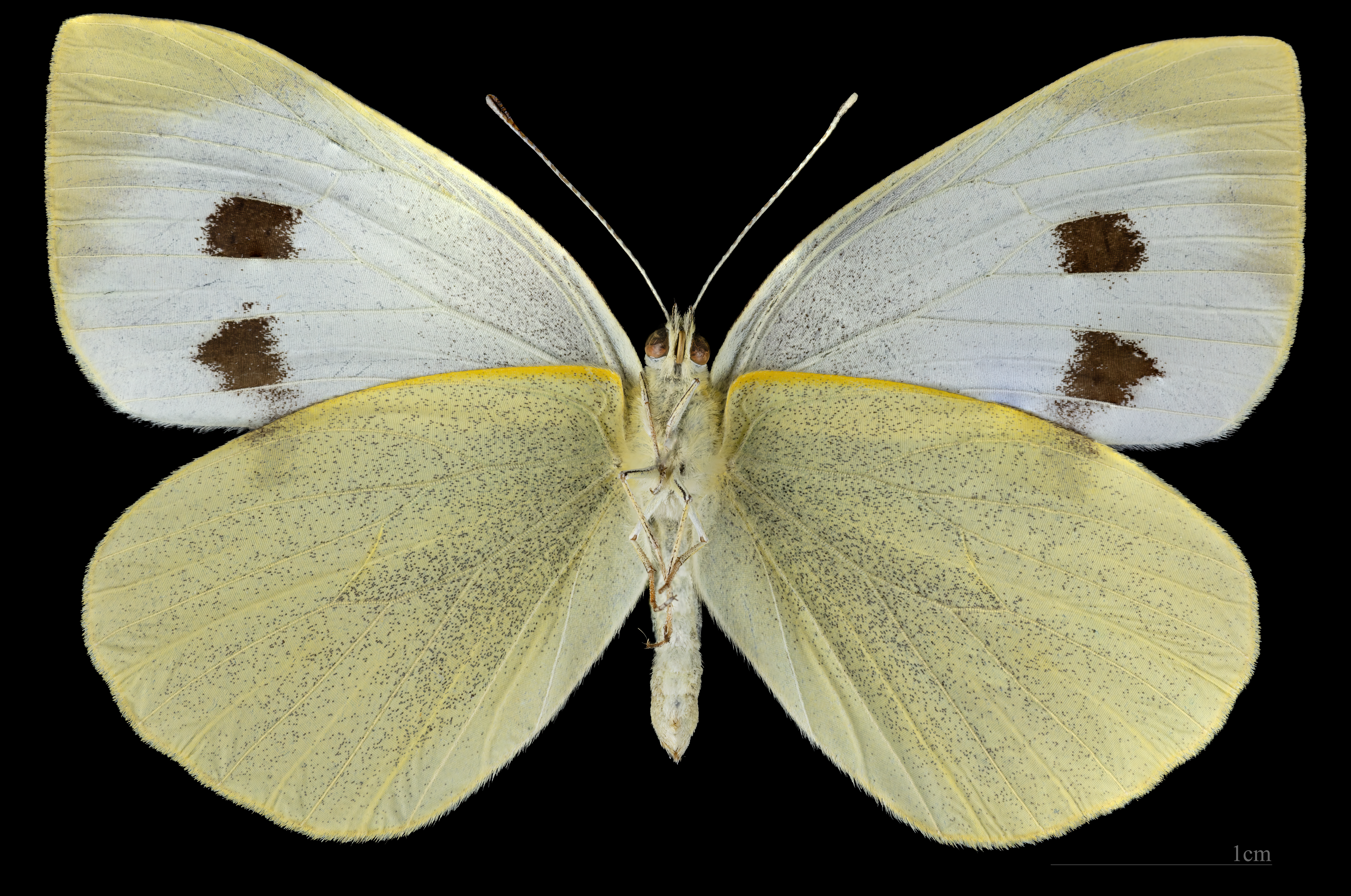
Pieris brassicae  ♀ △

### Premiers stades
Les œufs sont jaunes, en forme de fuseau avec des rainures longitudinales. Ils sont déposés par groupes, contrairement aux autres espèces du genre Pieris, et ont un temps d'incubation de 4 à 10 jours. 
Les chenilles sont vert-jaune et couvertes de points et de stries noirs. Grégaires, elles sont visibles d'avril à novembre sur des Brassicacées sauvages ou cultivées.

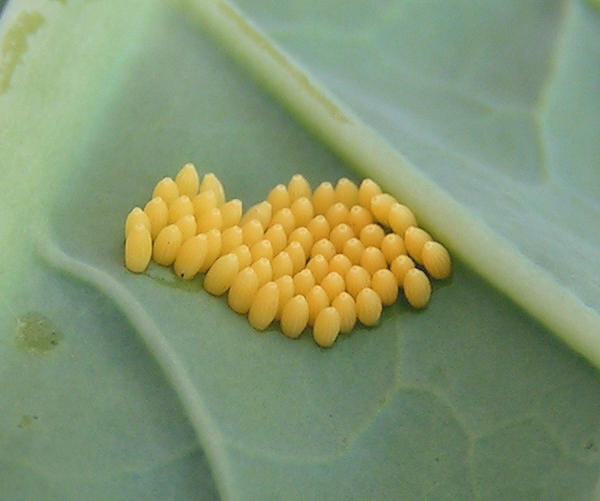
Les œufs sont pondus en groupe.
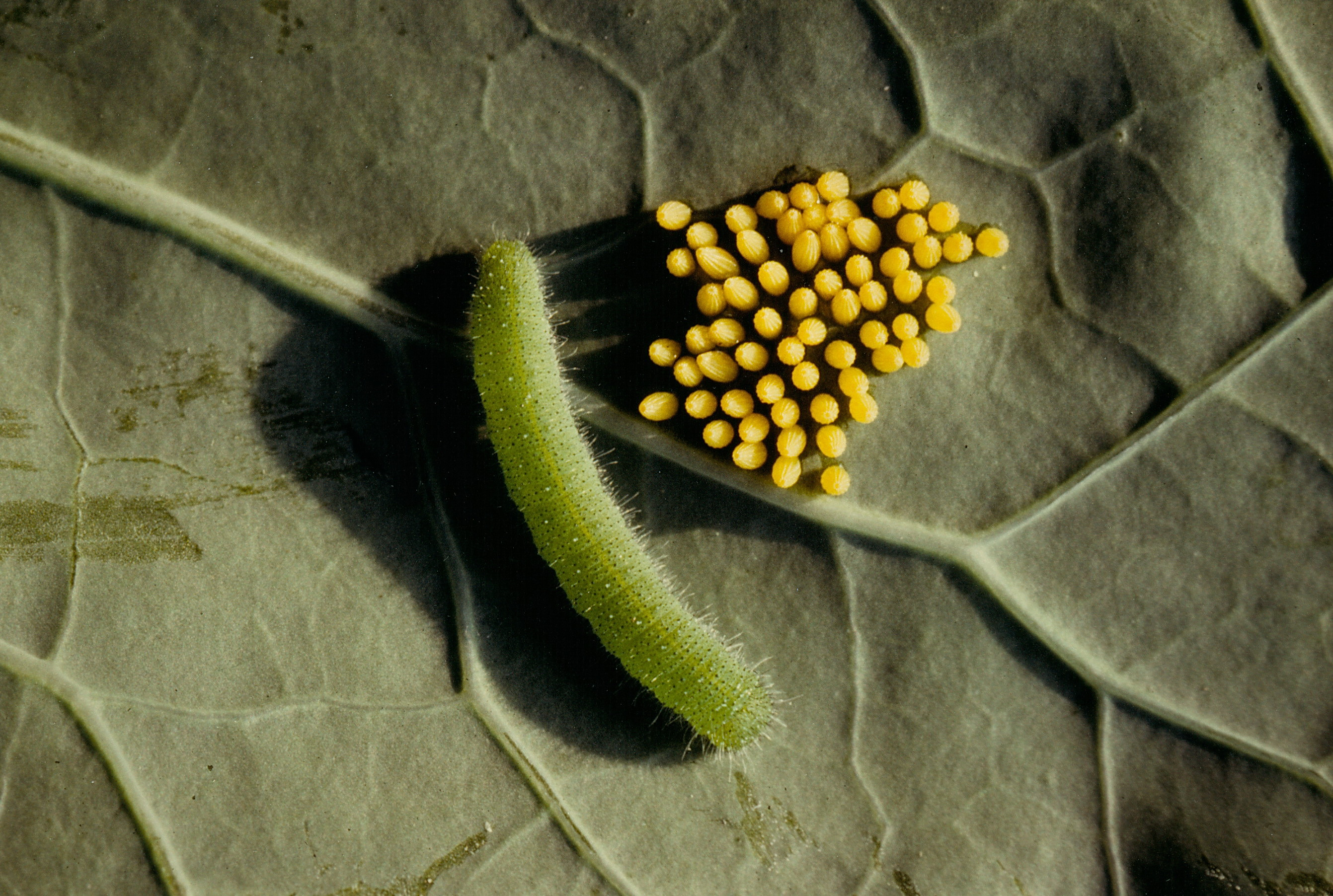
Chenille et œufs.
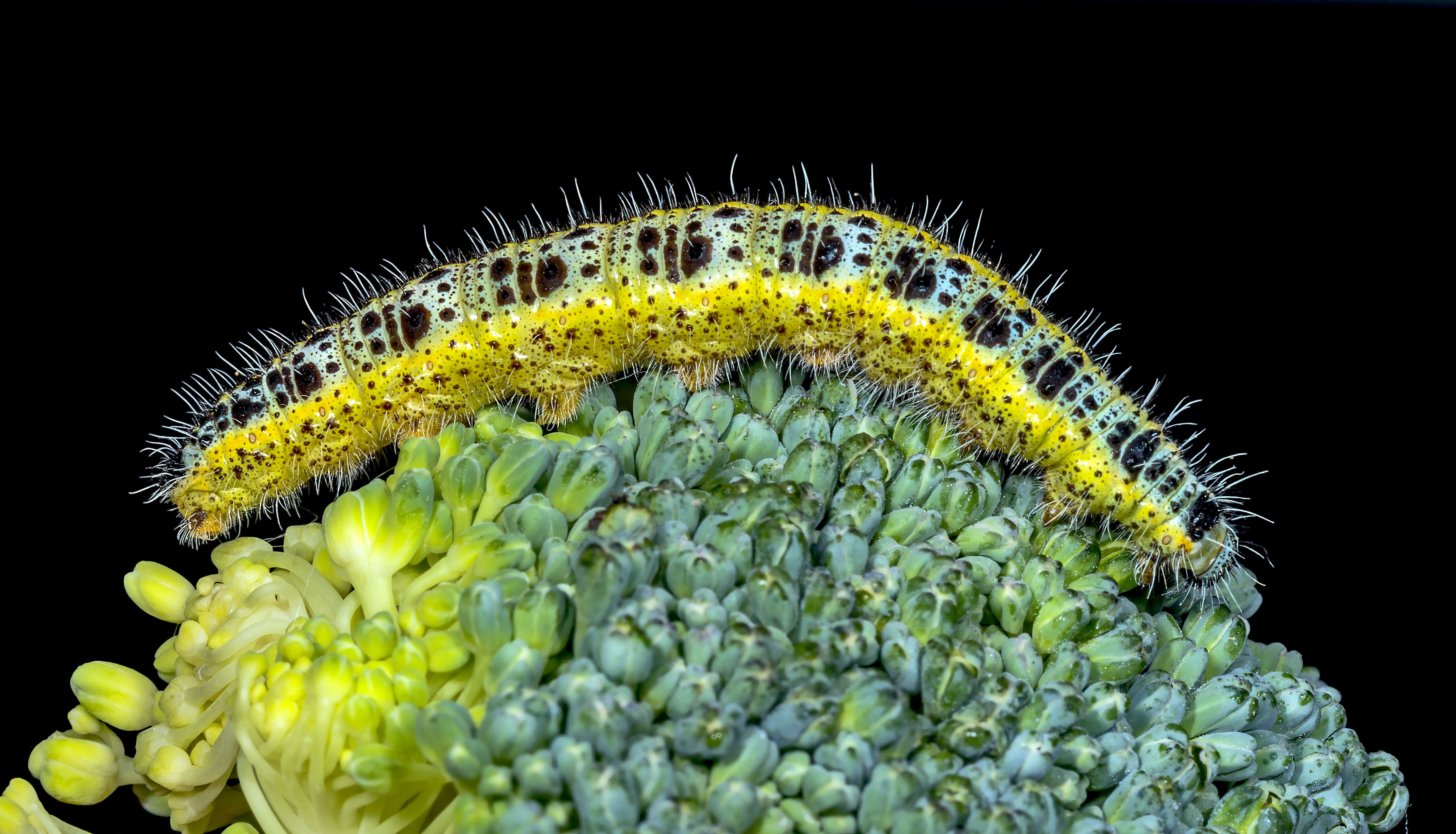
Chenille.
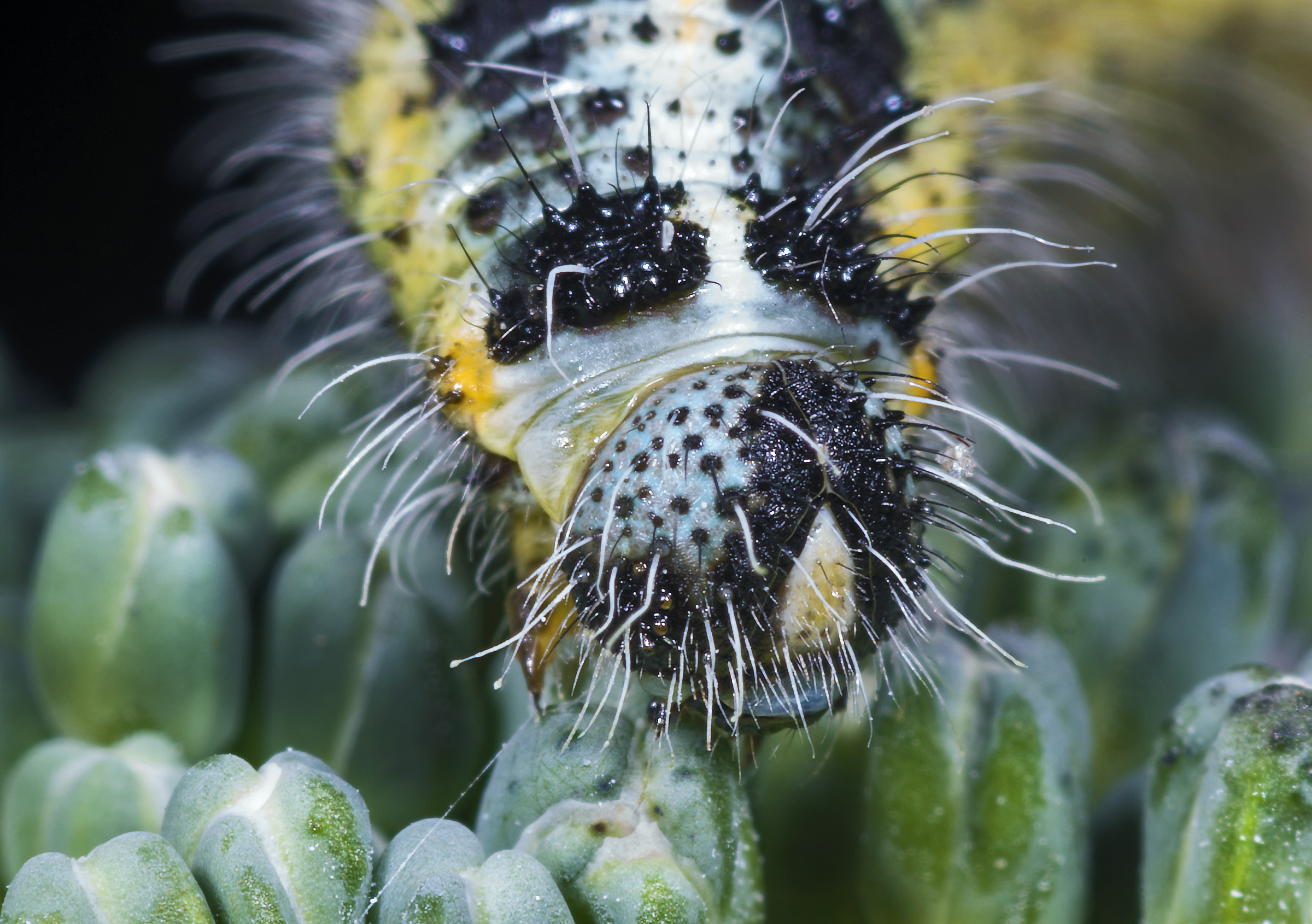
Tête de la chenille.
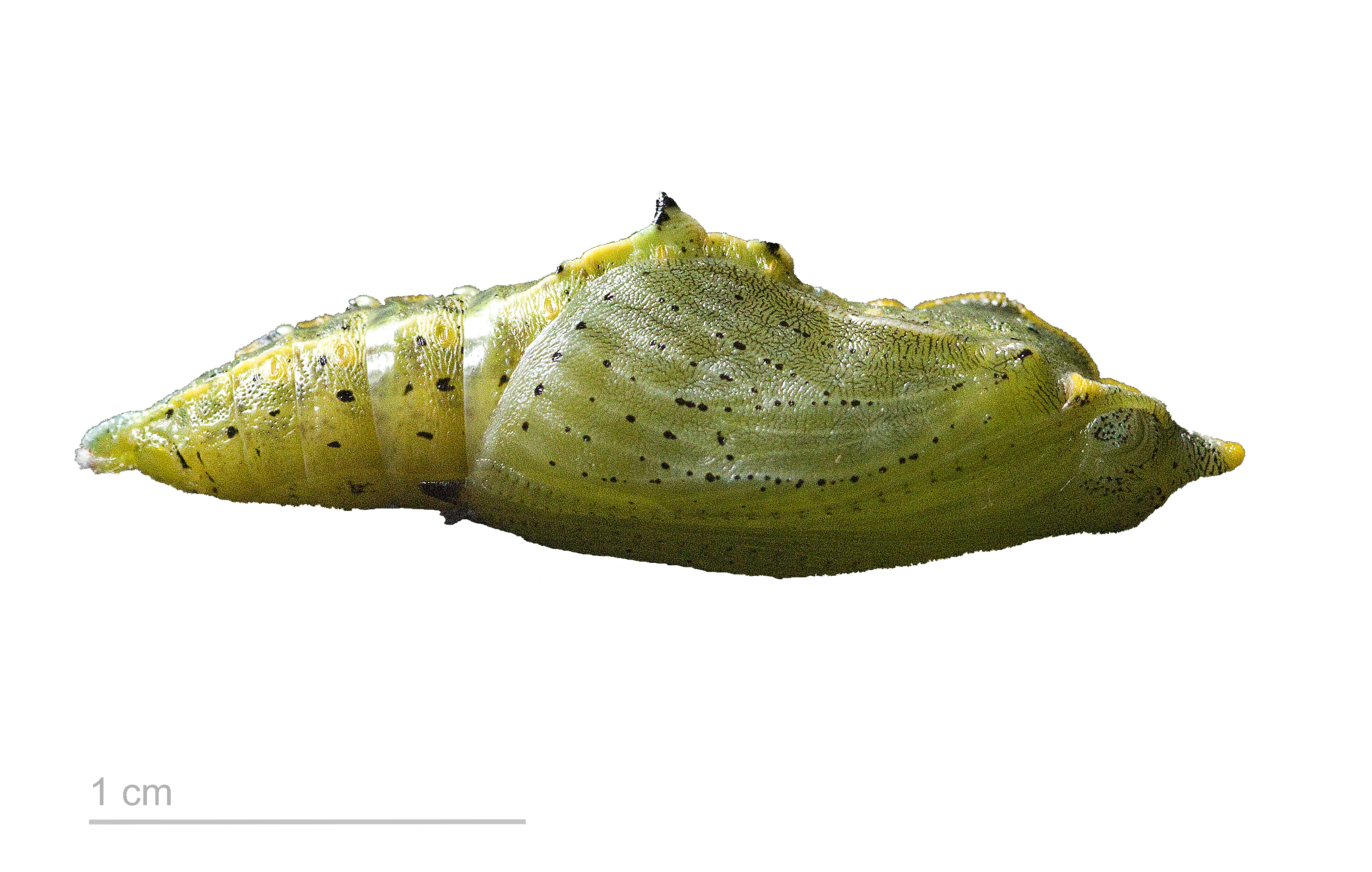
Chrysalide, vue latérale.
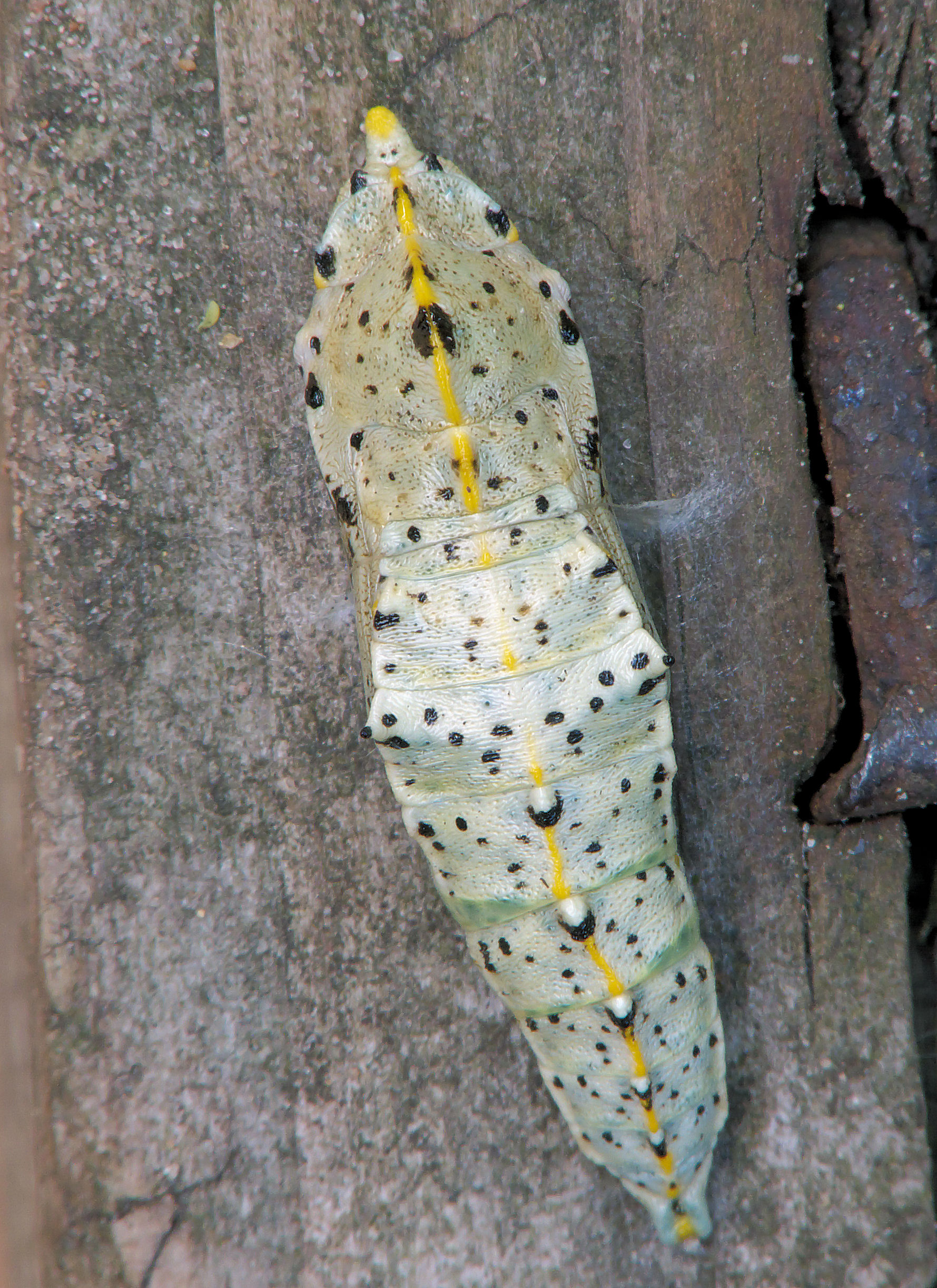
Chrysalide, vue dorsale.
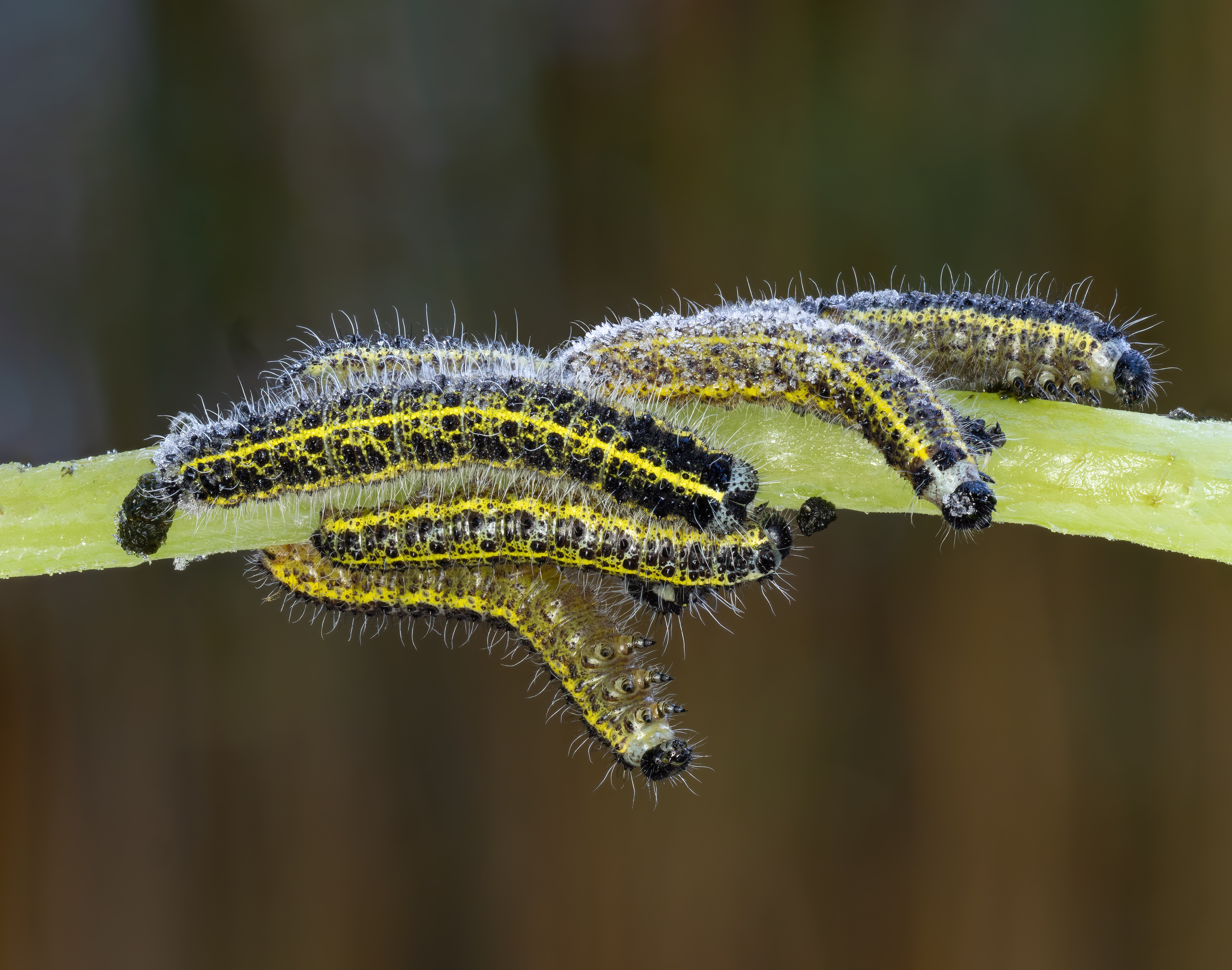
Un groupe de chenilles sur une capucine.

## Biologie

### Phénologie
Multivoltine, la Piéride du chou vole de mars à novembre en deux à quatre générations.
Elle hiverne à l'état de chrysalide.

### Plantes hôtes
Les plantes hôtes de la chenille sont des Brassicacées, surtout les choux cultivés, et des Capucines (Tropaeolaceae).

### Parasitisme
Les chenilles sont souvent parasitées par diverses espèces d'hyménoptères, dont Cotesia glomerata et Microgaster granulatus. Ces guêpes pondent leurs œufs dans la chenille, que les larves mangent en se développant puis quittent à sa mort pour se nymphoser en cocons se disposant autour de sa dépouille.

## Distribution et biotopes

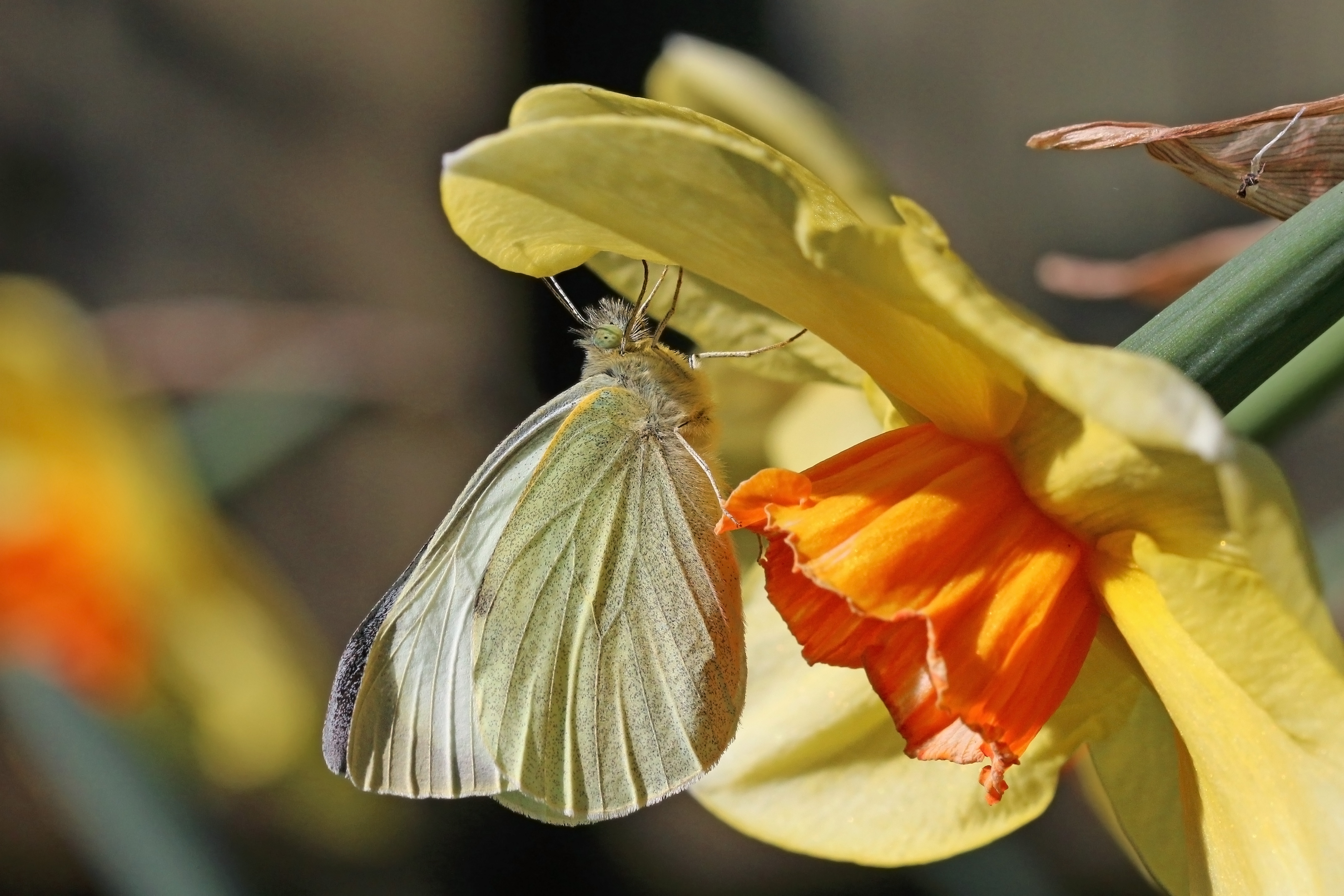
Piéride du chou sur Narcissus.

### Distribution
La Piéride du chou est largement répandue à l'état naturel dans l'écozone paléarctique : en Europe, au Maghreb, et en Asie jusqu'au Japon. Elle est présente dans tous les départements de France métropolitaine.
Elle a été introduite au Chili[réf. souhaitée].
Un temps introduite en Australie, elle y a été éliminée par la guêpe parasitoïde Cotesia glomerata. 

### Biotopes et migrations
Cette espèce se rencontre dans divers types de milieux fleuris, notamment les jardins et les prairies, du niveau de la mer jusque vers 2 000 mètres d'altitude. 
Elle effectue parfois des migrations, au cours desquelles on peut la voir dans n'importe quel type de milieu.
Des migrations en très grand nombre ont par exemple été rapportées en Angleterre en 1508, 1911 et 2009.

## Systématique et sous-espèces
L'espèce Pieris brassicae a été décrite par le naturaliste suédois Carl von Linné en 1758, sous le nom initial de Papilio brassicae.
Sa localité type est la Suède. 
Elle est l'espèce type du genre Pieris Schrank, 1801, qui est lui-même le genre type de la famille des Pieridae.
Plusieurs sous-espèces ont été décrites :
- Pieris brassicae brassicae (Linnaeus, 1758) — en Europe et en Afrique du Nord.
- Pieris brassicae nepalensis Gray, 1846 — dans le Nord-Ouest de l'Inde et en Asie du Sud-Est.
- Pieris brassicae wollastoni (Butler, 1886) — à Madère (éteinte) — parfois considéré comme une espèce distincte sous le nom de Pieris wollastoni, ou comme une sous-espèce de l'endémique canarien Pieris cheiranthi.
- Pieris brassicae ottonis Röber, 1907
- Pieris brassicae cypria Verity, 1908 — à Chypre.
- Pieris brassicae azorensis Rebel, 1917 — aux Açores.
- Pieris brassicae italorum Stauder, 1921
- Pieris brassicae cyniphia (Turati, 1924) — en Libye.
- Pieris brassicae subtaeniata (Turati, 1929)

## Noms vernaculaires
- en français : la Piéride du chou
- en anglais : large white
- en allemand : Großer Kohlweißling
- en néerlandais : Groot koolwitje
- en espagnol : Mariposa de la col
- en italien : Cavolaia maggiore
- en russe : Капустница (Capustnitsa)

## Conservation
Cette espèce commune n'a pas de statut de protection particulier en France.